# Oggau am Neusiedler See
Oggau am Neusiedler See is een gemeente in de Oostenrijkse deelstaat Burgenland, gelegen in het district Eisenstadt-Umgebung. De gemeente heeft ongeveer 1800 inwoners.

## Geografie
Oggau am Neusiedler See heeft een oppervlakte van 52,19 km². Het ligt in het uiterste oosten van het land.
Het wijndorp ligt eveneens aan de uitlopers van het Leithagebergte, maar ver van het meer door de brede rietkraag.
Breitenbrunn am Neusiedler See · Donnerskirchen · Großhöflein · Hornstein · Klingenbach · Leithaprodersdorf · Loretto · Mörbisch am See · Müllendorf · Neufeld an der Leitha · Oggau am Neusiedler See · Oslip · Purbach am Neusiedler See · Sankt Margarethen im Burgenland · Schützen am Gebirge · Siegendorf · Steinbrunn · Stotzing · Trausdorf an der Wulka · Wimpassing an der Leitha · Wulkaprodersdorf · Zagersdorf · Zillingtal
- Gemeinsame Normdatei: 4527655-9
- Nationale Bibliotheek van Tsjechië: ge550837
- Virtual International Authority File: 234772048